# くりはま (試験艦)
くりはま（ローマ字：JS Kurihama, ASE-6101）は海上自衛隊が運用していた試験艦。艦名は試験艦の命名基準である「名所・旧跡のうち、文明・文化に関する地名」という点から、ペリー率いる一行（黒船来航）が親書をしたためて日本に初めて上陸した地、「久里浜」（神奈川県横須賀市）に因んで命名された
従来、艦船搭載装備の実験・開発には自衛艦が供されてきたが、部隊行動による制約が厳しく、開発スケジュールの調整に手間がかかった。また当時、魚雷をはじめとする装備の研究開発が増加傾向にあり、個々の装備に対する要求性能も向上していたことから、試験・計画評価の環境も改善が求められていた。このことから、海上自衛隊初の試験艦として昭和53年度計画で建造されたのが本艦である。なお、建造は技術研究本部の予算によって、運用は海上自衛隊によっておこなわれた。

## 設計

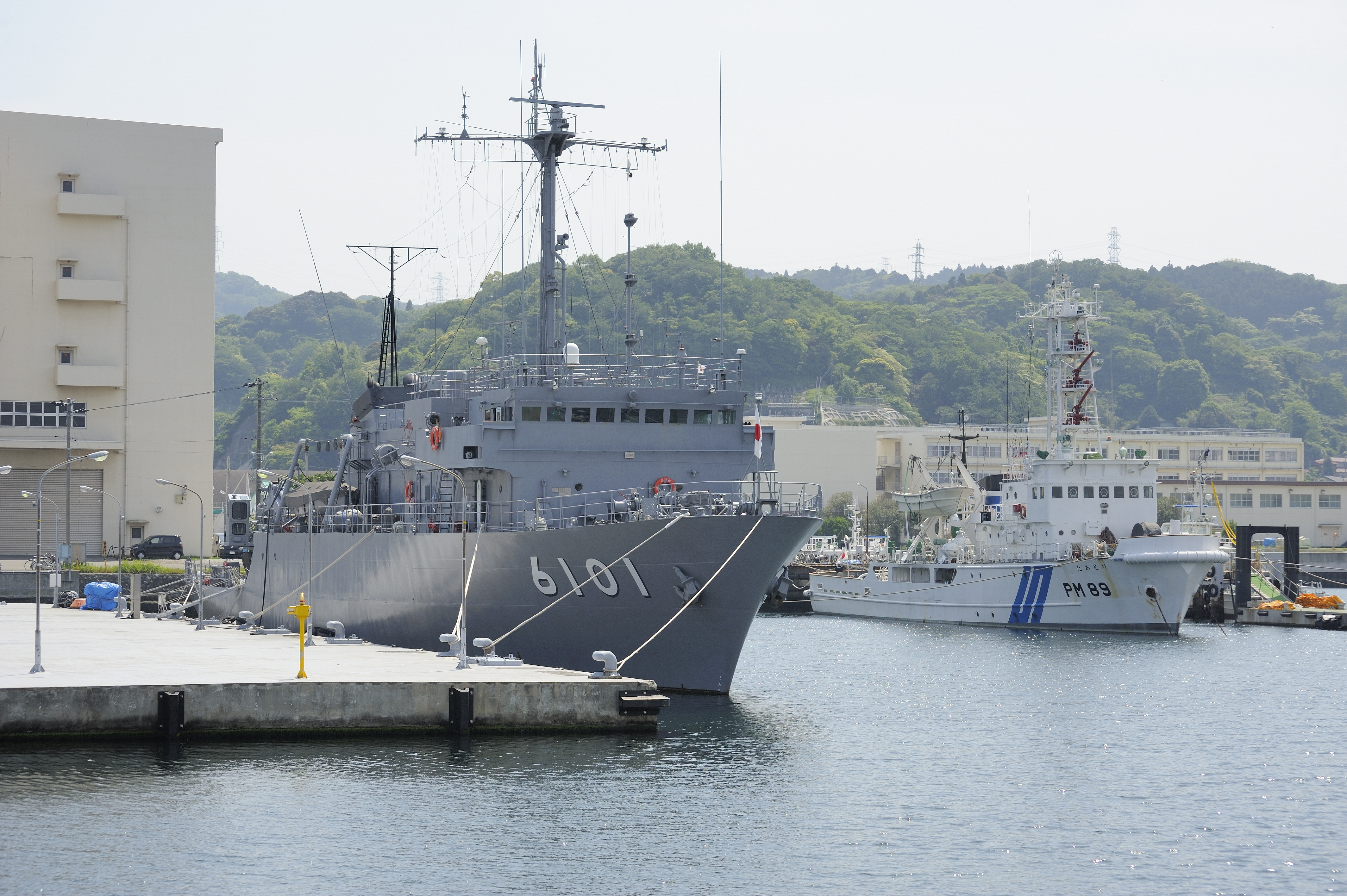
横須賀港における「くりはま」と巡視船「たかとり」

上記の経緯から、とくに魚雷の試験のための配慮がなされている。船型も長船首楼型とされ、後甲板が1段低くなっていることから、試製魚雷などの揚降を行いやすくなっている。
後部作業甲板の右舷側には、試験機器の搭載や運用のため、力量5トンのデッキ・クレーンが設置されている。また後甲板の隣接区画には計測室が設置されており、計測機材のモニターなどを行いやすいよう配慮されていた。このほか、超音波測的装置や左舷側には魚雷発射機装置なども搭載されており、また試験の内容に応じて計測機材等は積み降ろしできた。ただし、後継の「あすか」（04ASE）と異なり、試験関係者の居住施設は十数人に限られたことから、日帰りの試験が多くなっていた。搭載艇としては、左舷側に11メートル作業艇を、右舷側に7メートル作業艇が搭載された。
主機関としては富士ディーゼル製の6S30B型4サイクル直列6気筒ディーゼルエンジン（1,300 hp (970 kW)）を2基搭載する。また静粛・低速運転時には、ガスタービン主発電機を電源とした補助電動機（400 hp (300 kW)）によるターボ・エレクトリック方式に切り替えられる。

## 艦歴
「くりはま」は、中期業務見積もりに基づく昭和53年度計画艦6101号艦として、防衛省技術研究本部の予算により佐世保重工業で1979年3月23日に起工され、1979年9月20日に進水、1980年4月8日に就役し、開発指導隊群に編入され横須賀に配備された。
1997年8月、実艦標的として撃沈された旧護衛艦「ながつき」を使用してデータを収集した。
2002年3月22日、開発指導隊群が開発隊群に改編。
2011年3月11日に発生した東北地方太平洋沖地震による東日本大震災に対し、地震発生後の46分後、災害派遣のため緊急出港する。
2012年4月6日、横須賀基地にて自衛艦旗の返納式が行われ退役した。約32年間の艦歴において、総航程は地球約14.1周分の305,186マイル（565,204.5キロ）、総航海時間数39,850時間に及んだ。

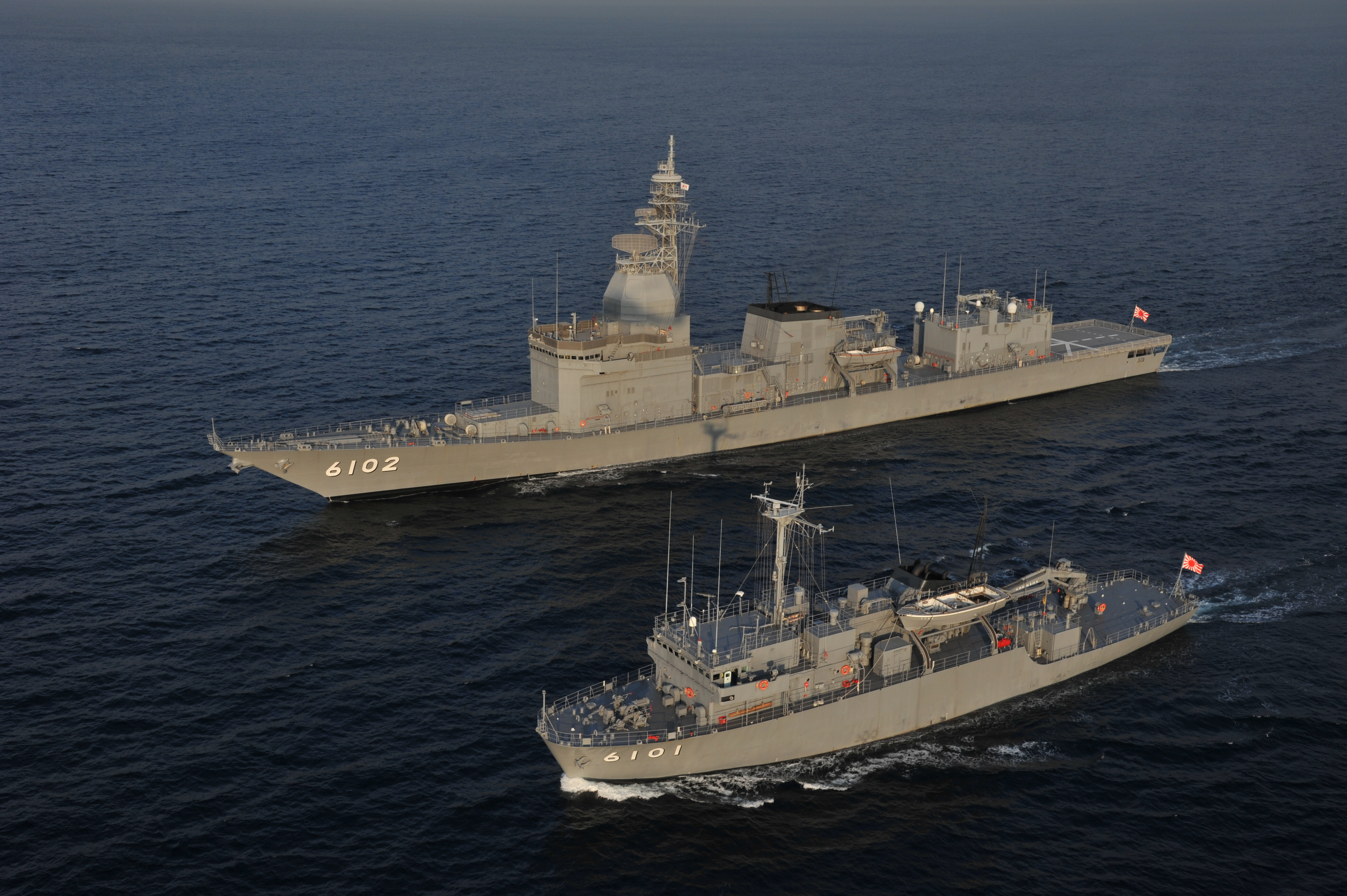
「あすか」と並走中の「くりはま」